# 4109 Anokhin
4109 Anokhin (1969 OW) là một tiểu hành tinh vành đai chính được phát hiện ngày 17 tháng 7 năm 1969 bởi B. A. Burnasheva ở Đài vật lý thiên văn Crimean.